# منتخب سنغافورة للكريكت
منتخب سنغافورة الوطني للكريكت (بالإنجليزية: Singapore national cricket team)‏ هو ممثل سنغافورة الرسمي في المنافسات الدولية في الكريكت .